# Zsigmond Ernuszt
Zsigmond Ernuszt (1445 circa – estate 1505) è stato un vescovo cattolico ungherese.
Fu anche bano di Croazia, Dalmazia e Slavonia dal 1494 al 1498. Era il figlio di Giovanni Ernuszt, un ebreo convertitosi al cattolicesimo, che iniziò la sua carriera come esattore di dazi doganali durante il regno di Mattia Corvino, re d'Ungheria e Croazia. Zsigmond studiò nelle università di Vienna e Ferrara nei primi anni 1470. Quando il re lo nominò vescovo di Pécs, la Santa Sede lo confermò come amministratore apostolico della diocesi. Molto probabilmente non fu mai ordinato vescovo. Mattia Corvino lo incaricò anche dell'amministrazione dell'arciducato d'Austria, un territorio conquistato nel 1486.
Dopo la morte di Mattia Corvino, fu l'unico vescovo a sostenere la candidatura al trono del figlio illegittimo del defunto sovrano, Giovanni. Dopo la sconfitta degli eserciti dei sostenitori di Giovanni, giurò fedeltà a Ladislao II di Boemia. Il nuovo re nel 1494 lo fece tesoriere reale ma fu licenziato dopo essere stato accusato di appropriazione indebita nella dieta ungherese del 1496. Durante il suo mandato furono rinnovati la cattedrale e il castello di Pécs. Morì strangolato da tre suoi servitori che desideravano impadronirsi della sua ricchezza.

## Primi anni di vita
Zsigmond era il figlio maggiore di Giovanni Ernuszt (noto anche come Giovanni Hampó) e sua moglie Caterina. Nacque intorno al 1445. Suo padre era un ebreo di Vienna che si era trasferito a Buda. Egli si convertì al cattolicesimo nel 1457. Dieci anni dopo, re Mattia Corvino lo nominò tesoriere reale.
Zsigmond iniziò i suoi studi all'Università di Vienna nel 1470 o poco prima. Venne nominato prevosto del capitolo di Budafelhévíz nello stesso periodo. Tra il 1471 e il 1473 studiò all'Università degli Studi di Ferrara. Uno dei suoi professori, Ludovico Carbone, pubblicò le loro conversazioni su Mattia Corvino come un dialogo letterario. Ernuszt era famoso per la sua erudizione tra gli studiosi umanisti del Rinascimento che visitarono l'Ungheria alla fine del XV secolo.

## Episcopato

### Consigliere di Mattia Corvino
Nel settembre del 1473 Mattia Corvino lo nominò vescovo di Pécs, sebbene non fosse stato ordinato sacerdote. Il re gli concesse anche l'uso del castello reale di Pécs. Tre mesi dopo, la Santa Sede lo confermò come amministratore apostolico della diocesi. Suo padre, che morì nel 1476, nel suo testamento lo esortò a ricevere l'ordinazione, ma nessun documento dimostra che ricevette il sacramento. Ernuszt iniziò il rinnovamento della cattedrale diocesana su richiesta del padre morente. Si occupò anche di fortificare il suo castello di Đurđevac.
Il capitolo di Székesfehérvár ostacolò le visite canoniche di Ernuszt nelle sue tenute nella diocesi di Pécs e proibì ai sacerdoti locali di partecipare ai sinodi episcopali. Il capitolo sottolineò che i suoi possedimenti erano esenti dalla giurisdizione di tutti i vescovi del paese ma Ernuszt persuase la Santa Sede a rafforzare la sua autorità sulle parrocchie in questione nel 1478. Il 31 maggio 1480 il papa nominò un vescovo coadiutore nella persona di Antonio Emerici, vescovo titolare di Megara. Questi avrebbe garantito l'amministrazione spirituale della diocesi di Pécs.
Ernuszt era uno dei più stretti consiglieri di Mattia Corvino. Nel 1483 esortò la Santa Sede a concedergli l'abbazia di Zebegény, nella contea di Baranya. Nel 1486 il sovrano gli regalò una preziosa scodella. Nello stesso anno, Ernuszt (che parlava tedesco) venne nominato capitano generale o vice capitano generale dell'arciducato d'Austria, che era stato recentemente occupato dal re. Ernuszt prestò 1000 fiorini d'oro alla moglie di Mattia Corvino, la regina Beatrice d'Aragona.

### L'avversario di Ladislao II di Boemia

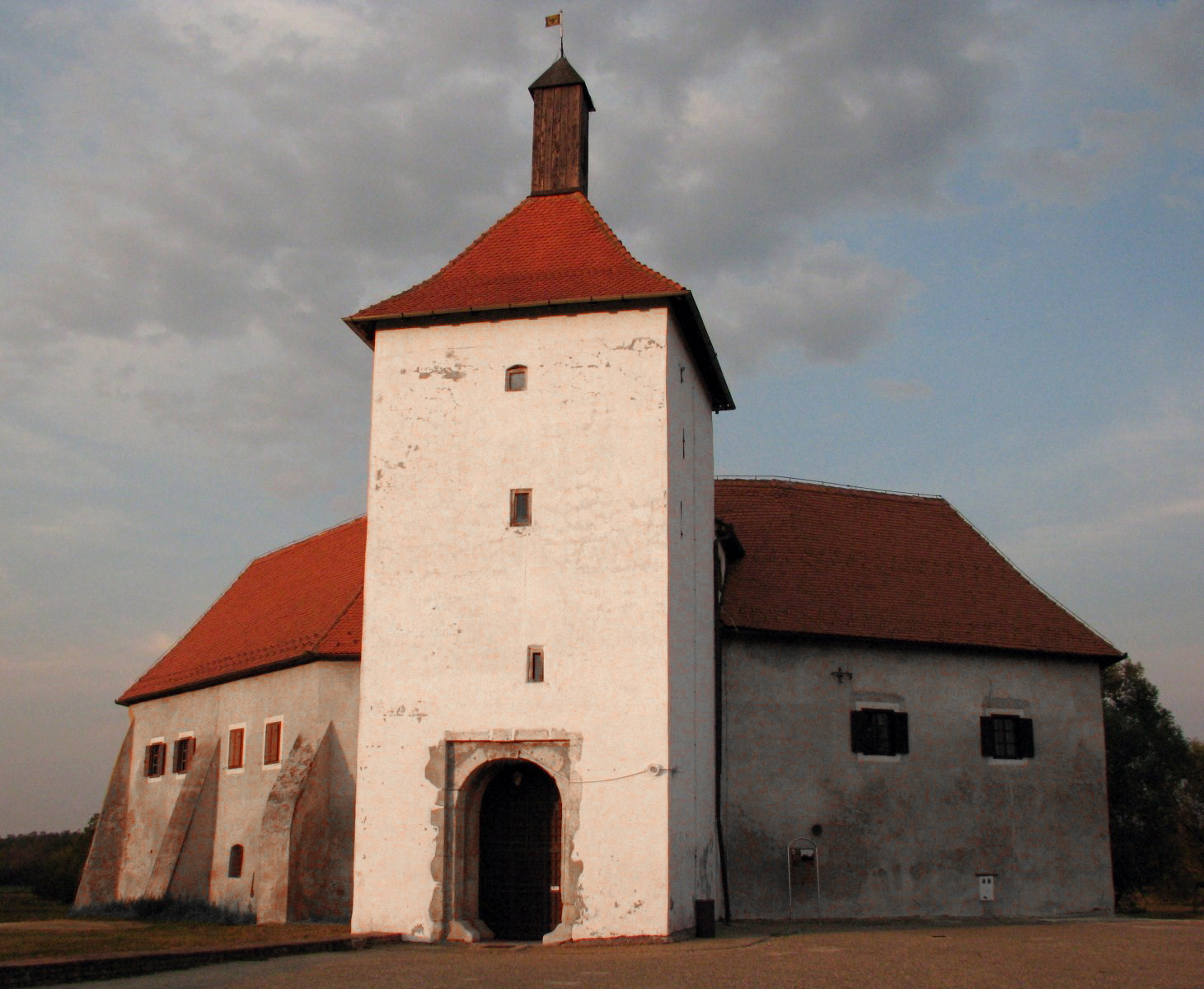
Il castello di Đurđevac: un'importante fortezza di Zsigmond Ernuszt.

Mattia Corvino morì il 6 aprile 1490. Ernuszt si impadronì dell'abbazia di Pécsvárad, che era stata detenuta dall'assente cardinale Ascanio Sforza, ma presto si affrettò a raggiungere Buda per partecipare alla dieta che si riunì alla fine di maggio per eleggere il nuovo re. Fu l'unico vescovo a voler sostenere la candidatura al trono del figlio illegittimo di Mattia, Giovanni Corvino.
Ernuszt si rese presto conto che la maggior parte dei baroni e dei prelati preferivano Ladislao II, re di Boemia. Per impedire l'incoronazione di Ladislao, lui e Lorenzo Újlaki lasciarono Buda portando con sé la Sacra Corona d'Ungheria e il tesoro reale. Đorđe Branković, Nicola Hédervári e altri baroni (principalmente quelli che detenevano proprietà lungo i confini meridionali) si unirono a loro. Tuttavia, i sostenitori di Ladislao, Stefano Báthory e Paolo Kinizsi, radunarono le loro truppe e sconfissero gli eserciti uniti di Ernuszt e dei suoi alleati a Gyönkil il 4 luglio (Battaglia del Campo del Osso).
Ernuszt fu costretto a restituire la Sacra Corona alle Tenute del regno. Partecipò all'incoronazione di Ladislao tenutasi nel settembre successivo a Székesfehérvár. Il nuovo re gli concesse i due ex possedimenti di Giovanni Corvino, Futak e Cserög (oggi Futog e Čerević, in Serbia).
Massimiliano I d'Asburgo, che pure rivendicava il trono d'Ungheria dopo la morte di Mattia Corvino, a novembre invase il paese. Prese in prestito 30 000 fiorini d'oro dal ricco Ernuszt e gli offrì l'arcidiocesi di Salisburgo. Ernuszt iniziò i negoziati con Reinprecht von Reichenburg, il comandante dell'esercito di Massimiliano in Ungheria, ma si astenne dal fornirgli assistenza militare contro le truppe di Ladislao. Rimase invece a Pécs e Đurđevac e raggiunse un accordo con Ladislaus Egervári, bano di Croazia, sulla difesa reciproca delle loro proprietà.

### Al servizio di Ladislao

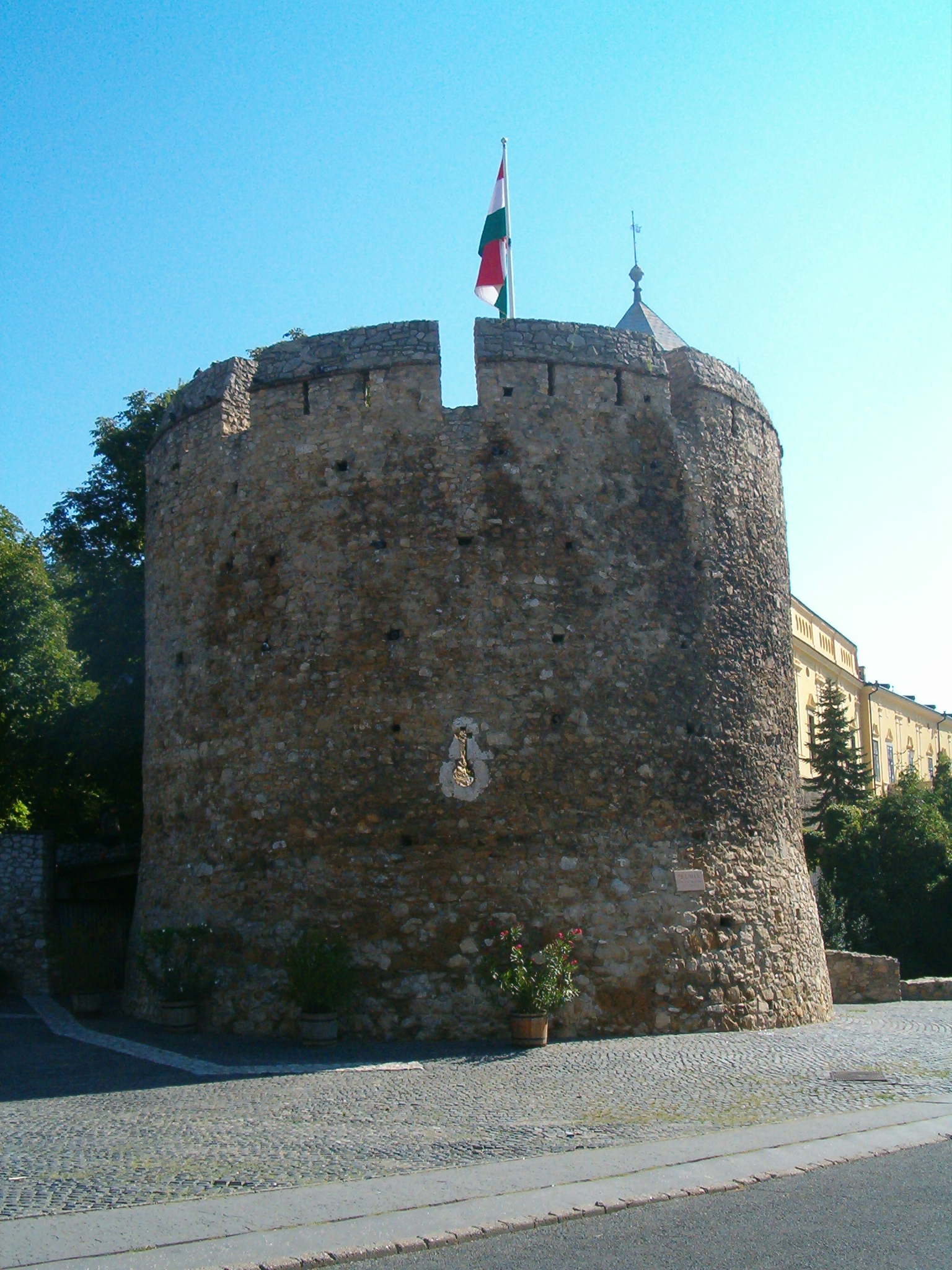
Barbacane a Pécs costruito per ordine di Zsigmond Ernuszt.

Massimiliano I d'Asburgo rinunciò alla sua pretesa al trono d'Ungheria con la pace di Presburgo, siglata il 7 novembre 1491. Ernuszt fu uno dei vescovi che ratificarono il trattato di pace alla dieta del 7 marzo 1492. Nel 1494 Ladislao lo nominò tesoriere reale. Nello stesso anno, Ernuszt e Ladislao Kanizsai vennero nominati congiuntamente bani di Croazia, Dalmazia e Slavonia.
Ernuszt e suo fratello minore, Giovanni, fecero diversi tentativi per riconquistare le proprietà che Mattia Corvino aveva confiscato al padre nei primi anni 1470. Lo convinsero a dare loro le miniere di rame paterne di Besztercebánya (oggi Banská Bystrica in Slovacchia) nel 1494. Poco dopo, affittarono le miniere a Giovanni e Giorgio Thurzó per 10 anni. Riacquistarono anche Szklabonya (oggi Sklabiná, in Slovacchia) da Antonio Poki, un servitore di Giovanni Corvino. I fratelli Ernuszt, che detenevano più di 3 500 famiglie di contadini, erano tra i proprietari terrieri più ricchi del paese nel 1494.
Ernuszt affittò ai Thurzó anche le miniere di rame reali di Besztercebánya per 12 anni il 26 dicembre 1494. I Thurzó e il banchiere Jacob Fugger fondarono una joint venture, chiamata "Ungarischer Handel" ("Commercio ungherese"), per sfruttare i giacimenti. Secondo Antonio Bonfini, Ernuszt persuase il re a lanciare una campagna contro Lorenzo Újlaki che aveva catturato Futak e Cserög. Újlaki fu costretto a rendere omaggio al re a Pécs il 27 marzo 1495 e a restituire le due tenute a Ernuszt.
Alla dieta nel 1496, Ernuszt fu accusato di aver sottratto entrate fiscali reali. Il re licenziò lui e il suo vice, Emeric Dombai, su richiesta dei deputati. Furono incarcerati a Siklós. Fu rilasciato solo dopo aver pagato un grande riscatto, pari a 400 000 o 320 000 fiorini d'oro, rispettivamente secondo Bonfini e Ludovico Tubero. Ernuszt rimase tuttavia bano di Croazia, Dalmazia e Slavonia fino al 1498 e continuò a conservare il suo seggio in seno al consiglio reale. Ordinò la ristrutturazione e l'ammodernamento del castello di Pécs alla fine del 1490. Il barbacane fu costruito in questo periodo. Nel 1487 e nel 1499 sponsorizzò la pubblicazione di messali per i suoi sacerdoti. Incaricò un monaco paolino di copiare i vecchi codici nel suo palazzo.

## Omicidio
Ernuszt fu strangolato nell'estate del 1505 da tre servitori (tra essi vi eran anche Albert Cupi, decano di Baranya) che volevano impadronirsi della sua ricchezza. Suo fratello, Giovanni Ernuszt, accusò gli assassini, ma essi non furono mai condannati. Cupi fu persino assunto dal successore di Ernuszt, George Szatmári. Durante l'inchiesta che seguì al suo omicidio, furono trovati e confiscati per il tesoro reale 300 000 fiorini d'oro.

## La contabilità di Ernuszt
I resoconti di Ernuszt sulla sua attività di tesoriere reale sono tuttora conservati. La contabilità riguarda il periodo compreso tra il 1º febbraio 1494 e il 31 dicembre 1495. Il documento è un'importante fonte di ricerca demografica, economica e culturale dell'Ungheria tardo medievale. I conti contengono un registro dettagliato dell'imposta sul fiorino valutata in Ungheria, Transilvania e Slavonia nel 1494 e nel 1495 che doveva essere pagata da ciascuna famiglia contadina. Non contengono i dati delle quattordici contee meridionali dell'Ungheria in quanto queste lo versavano allo spano (o capo) del comitato di Temes, che era responsabile della difesa del confine meridionale e aveva il diritto di spendere il reddito reale dall'imposta sul fiorino raccolta in questa regione. Anche i contadini della Slavonia meridionale erano esenti dall'imposta sul fiorino a causa delle frequenti incursioni ottomane in questa regione.